# Lambrate FS (metropolitana di Milano)
Lambrate FS è una stazione della linea M2 della metropolitana di Milano.

## Storia
La stazione fu inaugurata il 27 settembre 1969, come parte della prima tratta della linea M2; con la sua apertura, Lambrate diventò la seconda stazione ferroviaria di Milano dotata di interscambio con la metropolitana, dopo Cadorna.
Il 15 dicembre 2010 è stato inaugurato il sottopassaggio che collega direttamente la stazione della metropolitana alla stazione ferroviaria, terminato con i lavori di riqualificazione di piazza Bottini. Per la vicinanza con la parte nord ed ovest del quartiere di Città Studi, la fermata è usata da molti studenti universitari.

## Strutture e impianti
La stazione si trova all'interno dell'area urbana della metropolitana milanese. Si trova al di sotto di via Giovanni Pacini: una serie di gallerie pedonali collegano il mezzanino a piazza Bottini, che ospita la maggior parte delle uscite della stazione. Un collegamento pedonale con l’adiacente stazione ferroviaria, tuttavia, fu realizzato solo nel 2010. La stazione presenta una banchina a isola e due binari laterali in gallerie separate. A causa dell’innalzamento della falda acquifera milanese, i tunnel fra Lambrate FS e Piola erano soggetti a infiltrazioni d’acqua: fra luglio e agosto 2019 le due stazioni sono state chiuse alla circolazione dei treni, e i tunnel sono stati impermeabilizzati.
La stazione si trova all'interno dell'area urbana della metropolitana milanese.

## Interscambi
La fermata costituisce un importante interscambio con la stazione di Milano Lambrate.
Nelle vicinanze della stazione effettuano fermata alcune linee urbane ed extraurbane di superficie, tranviarie, filoviarie ed automobilistiche, gestite da ATM.
- Stazione ferroviaria (Milano Lambrate)
- Fermata tram (linea 19)
- Fermata filobus (linea 93)
- Fermata autobus

## Servizi
La stazione dispone di:
- Accessibilità per disabili
- Scale mobili
- Emettitrice automatica biglietti
- Stazione video sorvegliata